# X (Kylie-Minogue-Album)
X ist das zehnte Studioalbum der australischen Popsängerin Kylie Minogue. Es ist Minogues erstes Studioalbum seit ihrer Brustkrebserkrankung im Mai 2005.

## Hintergrund

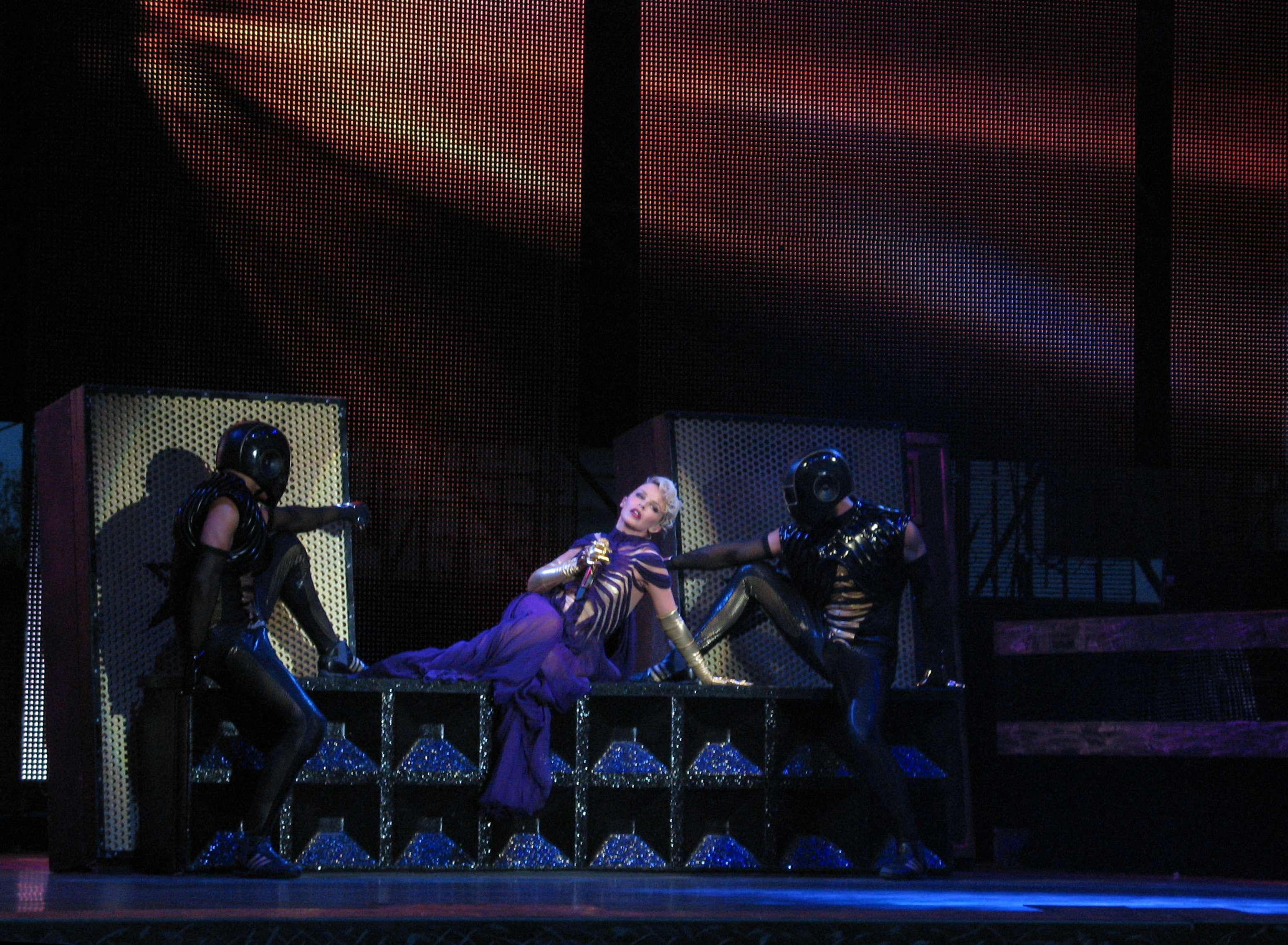
Kylie Minogue singt das Lied Speakerphone während der KylieX2008-Tour in Sofia (2008)

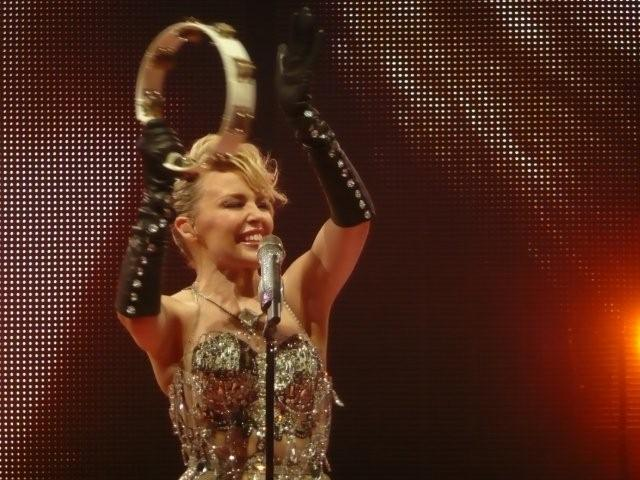
Kylie Minogue singt den Song No More Rain während ihrer KylieX2008-Tour in Berlin (2008)

Für die Aufnahmen zu ihrem zehnten Studioalbum arbeitete Kylie Minogue neben den ihr vertrauten Produzenten wie Cathy Dennis und Guy Chambers auch mit zahlreichen britischen Künstlern aus dem Bereich der elektronischen Tanzmusik zusammen, darunter mit Groove Armada, Mylo und Calvin Harris. Allerdings fanden von den mehr als 40 Demoaufnahmen nur 13 Songs den Weg auf das reguläre Album, wodurch Kollaborationen mit Groove Armada, Mylo und den Scissor Sisters nicht offiziell veröffentlicht wurden. Minogue selbst war an insgesamt sieben Songs als Komponistin beteiligt. Drei Songs des Albums, In My Arms, Stars und Sensitized, tauchten neben weiteren Demos bereits im Mai 2007 illegal im Internet auf.
Zu Promotionszwecken produzierte Minogue The Kylie Show, die im November 2007 im britischen TV ausgestrahlt wurde. Seit Mai 2008 präsentiert Kylie Minogue ihr zehntes Studioalbum auf der KylieX2008-Tour. Erstmals tritt sie damit auch live in Südamerika auf.

## Stil und Rezeption
Bis auf das als Vorabsingle ausgekoppelte 2 Hearts, das durch Glamrock-Einflüsse besticht, und die Balladen No more Rain und Cosmic, ist das Gros von X vor allem tanzbare Popmusik. Sensitized basiert hingegen auf einem Sample des Songs Bonnie and Clyde von Serge Gainsbourg. Der Stil des Songs All I See ist aber auch, wie schon viele Stücke des Vorgängers Body Language, durch zeitgenössischen R'n'B beeinflusst.
Die Verkäufe von X blieben allerdings hinter den Erwartungen zurück. Minogue selbst hat gegenüber der britischen Zeitung The Sun zugegeben, dass sie mit ihrem Album X eher unzufrieden sei: "Rückblickend hätten wir es definitiv besser machen können – ich sage das einfach frei heraus. Wow, 2 Hearts und In My Arms sind irre– sie gehen ab wie ein Frosch in der Socke. Aber wenn man die Zeit bedenkt, die wir hatten, ist es, was es ist."

## Auszeichnungen
Für X erhielt Minogue eine BRIT-Awards-Nominierung in der Kategorie International Album.
Bei der 43. Verleihung der Goldenen Kamera wurde Minogue für X in der Sparte Musik international ausgezeichnet. In der Begründung der Jury heißt es: „"X" – schnell, klar, hart und rein – markiert den Eintritt in eine neue Lebensphase, eine bewusstere, eine, in der die Australierin endlich selbst über ihre eigenen Kräfte bestimmen kann. Die Frau, die seit den 80er-Jahren Inbegriff der Pop-Musik ist, hat sich ein weiteres Mal in ihrer langen Karriere verwandelt. Es ist mit Sicherheit die wichtigste und die erwachsenste Verwandlung. Nur so konnte ihr dieses fulminante Comeback gelingen.“

## Zum Album-Titel
Anfangs sollte das Album den Namen "Magnetic Electric" tragen. Fans, die vor der offiziellen Veröffentlichung über das Album sprachen, nannten es schlicht "X". Dies fand Kylie Minogue selbst passend und benannte das Album schließlich so. Außerdem ist der Buchstabe "X" auch die römische Zahl für "10", was die Referenz dazu darstellt, dass "X" das zehnte Studioalbum der Sänger ist.

## Titelliste
1. 2 Hearts (Kish Mauve)
2. Like A Drug (Mich Hedin Hansen, Jonas Jeberg, Engelina Andrina Larsen, Adam Powers)
3. In My Arms (Minogue, Adam Wiles, Richard Stannard, Paul Harris, Julian Peake)
4. Speakerphone (Christian Karlsson, Pontus Winnberg, Henrik Jonback, Klas Ahlund)
5. Sensitized (Guy Chambers, Cathy Dennis, Serge Gainsbourg)
6. Heart Beat Rock (Minogue, Karen Poole, Adam Wiles)
7. The One (Minogue, Stannard, Freemasons, John Andersson, Johan Emmoth, Emma Holmgren)
8. No More Rain (Minogue, Karlsson, Winnberg, Jonas Quant, Poole)
9. All I See (Hansen, Jeberg, Serano)
10. Stars (Minogue, Stannard, P. Harris, Peake)
11. Wow (Minogue, Poole, Kurstin)
12. Nu-di-ty (Karlsson, Winnberg, Poole)
13. Cosmic (Minogue, Eg White)

Online Bonus-Titel
1. Magnetic Electric (Kurstin, Minogue, Poole) – 3:17 – iTunes bonus.
2. White Diamond (Ballad Version) (Jake Shears, Scott Hoffman, Minogue) – 2:48 – iTunes bonus.
3. Rippin' Up the Disco (Jasmine Baird, Mich Hedin Hansen, Jonas Jeberg) – 3:29 – Bonustrack zum Herunterladen nach Einlegen des physischen Datenträgers in das CD-ROM Laufwerk.

Bonus-Titel Japan
1. King or Queen (Kurstin, Minogue, Poole) – 3:03
2. I Don't Know What It Is (Minogue, Davis, Stannard, Harris, Peake)> – 3:17

Bonus-Track Taiwan
1. In My Arms (feat. Jolin Tsai) (Minogue, Wiles, Stannard, Harris, Peake) – 3:32 – anstelle der Originalversion

## Singles
2 Hearts
2 Hearts erschien am 9. November 2007 als erste Singleauskopplung des Albums. Der Song wurde von der englischen Underground-Formation Kish Mauve geschrieben und komponiert. Die Regie beim Musikvideo übernahm Dawn Shadforth, die bereits in der Vergangenheit für zahlreiche Clips von Minogue verantwortlich zeichnete. 2 Hearts stieg am 23. November 2007 in Deutschland auf Platz 13 ein, fiel aber bereits eine Woche später wieder auf Position 36 zurück. Auch nach einem Auftritt in der ZDF-Sendung Wetten, dass..? am 8. Dezember konnte die Single ihre Position in den Charts nicht wesentlich verbessern. In Australien und Spanien erreichte 2 Hearts hingegen die Spitze der Singlecharts und in Großbritannien gelang ihr damit der 30. Top-10-Erfolg ihrer Karriere.
In My Arms
In Deutschland und den meisten europäischen Ländern erschien als zweite Singleauskopplung In My Arms. Zu Promotionszwecken hat Minogue In My Arms bei der Verleihung der Goldenen Kamera sowie bei den ECHO-Awards live präsentiert. Die Single konnte sich u. a. in Deutschland, Frankreich, Bulgarien und der Schweiz in den Top 10 platzieren. In Großbritannien und Australien wurde In My Arms als dritte Single ausgekoppelt. Obwohl ein veritabler Erfolg in Europa, der 16. Top-10-Hit in Folge in Großbritannien und sogar der größte Erfolg seit Can't Get You Out Of My Head in Deutschland floppte In My Arms hingegen in Minogues australischer Heimat. Mit Platz 35 in den australischen Singlecharts gehört In My Arms damit zu einer der schwächsten Singleveröffentlichungen in der Karriere der Sängerin die in Australien veröffentlicht wurde; lediglich Finer Feelings (1992), GBI: German Bold Italic (1997) und Cowboy Style (1998) erreichten noch schlechtere Platzierungen. Trotzdem bleibt In My Arms eine der erfolgreichsten Singleveröffentlichungen der Sängerin im europäischen Raum.
 Wow
Als dritte Single aus X erschien in Deutschland am 4. Juli Wow. Der Song weist Referenzen an die eigene Vergangenheit auf und erinnert stark an Stock-Aitken-Waterman-Produktionen. Für Remix-Versionen von Wow zeichneten u. a. die brasilianische Elektro/Rock-Band Cansei de Ser Sexy, MSTRKRFT und David Guetta verantwortlich. Das Video zur Single wurde zeitgleich mit dem Video zu In My Arms im Januar 2008 in Los Angeles gedreht. Regie führte dabei die Newcomerin Melina Matsoukas. In Großbritannien, Australien und Japan wurde Wow auf Grund der positiven Resonanz, die der Song nach einer Live-Präsentation zu Promotionszwecken bei der britischen TV-Show The X Factor erfahren hat, bereits als zweite Single veröffentlicht. Zwei Monate vor der offiziellen Singleveröffentlichung konnte sich Wow, allein durch Herunterladen des Albumtracks, in den Top 20 der britischen Singlecharts platzieren. Nach der Veröffentlichung der CD-Single stieg Wow im Februar 2008 bis auf Platz 5 der Charts.
 The One
In Großbritannien erschien als vierte Single aus X The One. Vom angesagten britischen Produzentenduo Freemasons remixt, wurde The One allerdings nur zum Herunterladen veröffentlicht. Mit einem Charteinstieg auf Platz 36 ist The One die schlechtplatzierteste Solo-Single Minogues in den britischen Charts.

## Kommerzieller Erfolg

### Chartplatzierungen
| ChartsChartplatzierungen       | Höchstplatzierung | Wochen |
| ------------------------------ | ----------------- | ------ |
| Australien (ARIA)              | 1 (14 Wo.)        | 14     |
| Deutschland (GfK)              | 15 (18 Wo.)       | 18     |
| Österreich (Ö3)                | 16 (10 Wo.)       | 10     |
| Schweiz (IFPI)                 | 9 (27 Wo.)        | 27     |
| Vereinigte Staaten (Billboard) | 139 (1 Wo.)       | 1      |
| Vereinigtes Königreich (OCC)   | 4 (29 Wo.)        | 29     |

| ChartsJahrescharts (2007)    | Platzierung |
| ---------------------------- | ----------- |
| Australien (ARIA)            | 49          |
| Vereinigtes Königreich (OCC) | 51          |

### Auszeichnungen für Musikverkäufe
| Land/Region                  | Auszeichnungen für Musikverkäufe (Land/Region, Auszeichnung, Verkäufe) | Verkäufe |
| ---------------------------- | ---------------------------------------------------------------------- | -------- |
| Australien (ARIA)            | Platin                                                                 | 70.000   |
| Belgien (BRMA)               | Gold                                                                   | 15.000   |
| Frankreich (SNEP)            | Gold                                                                   | 75.000   |
| Irland (IRMA)                | Gold                                                                   | 7.500    |
| Russland (NFPF)              | Gold                                                                   | 10.000   |
| Ungarn (MAHASZ)              | Gold                                                                   | 3.000    |
| Vereinigte Staaten (RIAA)    | —                                                                      | 42.000   |
| Vereinigtes Königreich (BPI) | Platin                                                                 | 300.000  |
| Insgesamt                    | 5× Gold · 2× Platin ·                                                  | 522.500  |

Hauptartikel: Kylie Minogue/Auszeichnungen für Musikverkäufe